# Synnøve Søe
Synnøve Søe (født 3. april 1962 i Herlev, død 15. januar 2018 i Aarhus) var en dansk journalist og forfatter. 
Hun var datter af journalisten og højskolemanden Poul Erik Søe og Gunni Søe, og var halvsøster til bl.a. journalist Jeppe Søe og Anneke Søe. Hun har været vært på TV3 og lavede portrætter for TV 2/Bornholm.
Hun debuterede som forfatter i 1989 med romanen Fars. I 1990 udgav hun bogen "No credit". I 2006 kom romanen "Når den blå hane galer" og i 2007 romanen "Drengen på stigen". "Skrifte", fra 2009, er hendes sidste bog. "Skrifte" svæver i feltet mellem biografi og fiktion. 
Forfatterskabet beskriver medlevende det sårbare barn og den skrøbelige psyke. Hun høstede fine anmeldelser og modtog i 2008 Statens Kunstfonds treårige arbejdslegat. 
Synnøve Søe boede 17 år på Bornholm, i Snogebæk og i Rønne, og arbejdede som forfatter og journalist. I 2014 flyttede hun til Aarhus.

## Død
15. januar 2018 blev Søe fundet død i sit hjem, efter hun havde begået selvmord. Hun blev 55 år gammel. 26. januar blev hun bisat fra kapellet på Rønne Kirkegård. Hendes aske blev efterfølgende strøet over havet.